# Мацигура, Владимир Васильевич
Владимир Васильевич Мацигура (укр. Володимир Васильович Мацігура; род. 14 мая 1975, Киев) — украинский футболист, защитник, работал тренером школы-интерната краснодарской «Кубани» (команда 1997 года рождения). Имеет российское гражданство.

## Биография

### Клубная карьера
Начал выступать в любительском клубе «Динамо-3» из Киева, в чемпионате ААФУ провёл 23 матча. Летом 1993 года попал в бориспольский «Борисфен». На тот момент команда играла во Второй лиге, затем продолжил выступления за клуб после его объединения со столичным ЦСКА. В сезоне 1995/96 ЦСКА выступало в Высшей лиге. Мацигура дебютировал 15 октября 1995 года в матче против Николаева (0:0), Владимир вышел на 34 минуте вместо Сергея Дирявки. После играл за российский клуб «Ростсельмаш», в команде провёл 4 года и сыграл 68 матче и забил 2 гола. Летом 2000 года перешёл в турецкий «Коджаэлиспор», но в феврале 2001 года был отчислен из клуба. После вернулся в «ЦСКА». Летом 2001 года перешёл в харьковский «Металлист». После играл за «Волгарь-Газпром» из Астрахани в 2003 году. В марте 2004 года перешёл в сумский «Спартак-Горобына». В 2005 году попал в казахстанский «Тараз». Также мог оказаться в краснодарской «Кубани». Вскоре руководство сменилось, и Мацигура вернулся в Россию. Вторую половину сезона провёл в чемпионате Кубани в «Азовце» из Приморско-Ахтарска. В 2006 году у него были предложения от казахстанского «Атырау» и симферопольской «Таврии».

### Карьера в сборной
В молодёжной сборной Украины до 21 года дебютировал 21 августа 1993 года в матче против Испании (1:2). Всего в молодёжке провёл 4 матча.

### Тренерская карьера
Работал тренером в школе-интернате «Кубани» (команда 1997 года рождения). Под руководством Владимира Мацигуры и Сергея Дороша в 2010 году команда завоевала золотые медали на Всероссийском турнире «Русский берег».